# Riley 11.9
Der Riley 11.9 war ein Pkw des englischen Automobilherstellers Riley.

## Beschreibung
Es war ein Mittelklasse-Pkw mit Vierzylindermotor, den Riley 1924 als stärkere Version des 10.8 vorstellte.
Der Wagen besaß einen Vierzylinder-Blockmotor mit 1645 cm³ Hubraum, seitlich stehenden Ventilen und Wasserkühlung. Dieser Motor leistete 42 bhp (31 kW) bei 3600 min−1 und war mit einem Zenith-Vergaser bestückt. Das Fahrgestell hatte wie beim kleineren 10.8 einen Radstand von 2743 mm, die Aufbauten des viersitzigen Tourenwagens waren 4115 mm lang und 1676 mm breit. Auch beim 11.9 hingen alle vier Räder an Halbelliptik-Blattfedern. Das Fahrgestell wog 648 kg.
Gleichzeitig wurde ein Riley 11/40 gebaut, der anstatt des Zenith-Vergasers ein Exemplar von Cox besaß. Sonst gab es keine technischen Unterschiede.
1929 ersetzte der sechszylindrige, obengesteuerte 14-6 die Modelle 11.9 und 11/40.